# سيتا دي بونتيديرا
يو اس سيتا دي بونتيديرا (بالإيطالية: U. S. Città di Pontedera)‏ هو نادي كرة قدم إيطالي يقع في بونتيديرا، توسكانا.